# 73. Deutscher Katholikentag
Abschlusskundgebung mit dem Hochaltar vor der Hochofenkulisse des Bochumer Vereins

Link zum Bild

Der 73. Deutsche Katholikentag fand vom 1. bis 4. September 1949 unter dem Motto Gerechtigkeit schafft Frieden in Bochum statt. Mit über 500.000 Teilnehmern im noch zerstörten Bochum war dies die erste Großveranstaltung im Nachkriegsdeutschland, welche von den Alliierten Besatzungskräften genehmigt wurde. Von Entschlüssen auf dem Katholikentag gingen unter anderem nachhaltige Impulse zur Neugestaltung der Sozialpolitik aus.

## Geschichte
Die Stadt Bochum bot für den Katholikentag denkbar schlechte Voraussetzungen: Es fehlte an Tagungsstätten, einer Kongresshalle und die Infrastruktur war noch in Trümmern. Von den 4 Millionen m² Trümmern war gerade erst einmal die Hälfte geräumt. Gleichermaßen bot sich für Bochum die Chance sich werbeträchtig zu repräsentieren, die Enttrümmerung voranzutreiben und Neubauten zu erstellen. Da für die Anreise der Teilnehmer die Kapazitäten der kriegszerstörten Bahnhöfe (Hauptbahnhof, Präsident, Nord) nicht ausreichten, wurde eigens an der Stelle des im Krieg zerstörten Bochumer Hauptbahnhofs, der nur provisorisch instand gesetzt war, ein Neubau errichtet. Allein dort kamen damals 75 Sonderzüge mit Gästen an. Von dem Hintergrund seiner Entstehung trug und trägt er den Namen Katholikentagsbahnhof.
Um die ehemalige Kanonenhalle (Mechanische Werkstatt II) an der Kohlenstraße vor der Demontage zu retten, engagierte sich der durch Demontage bereits gebeutelte Bochumer Verein für die Veranstaltung. Auch die Einrichtung des zentralen Festplatzes im Bereich des heutigen Sportplatzes und der Kleingartenanlage zwischen Gahlenscher Straße, Amtsstraße und der Zeche Präsident wurde vom Bochumer Verein unterstützt. Die Fläche wurde zum Teil mit Trümmerschutt aufgefüllt.
Organisator war der ehemalige Bochumer Oberbürgermeister Franz Geyer. Er war Vorsitzender des Lokalkomitees des Deutschen Katholikentages 1949.
In der als Kongresshalle bzw. Festhalle bezeichneten 150 Meter langen Werkshalle fand am 1. September eine Bischofsmesse für Kinder statt. Weiterhin gab es eine öffentliche Feier zur Eröffnung des Katholikentages. In den Tagen gab es viele weitere Konferenzen, Kirchentreffen und Veranstaltungen im Stadtgebiet. Alleine elf Arbeitsgruppen beschäftigten sich mit Themen wie Unsere soziale Verantwortung und Aufgabe, Mitbestimmung von Arbeitern und andere soziale Themen. Die Jugendkundgebung hatte 70.000 Teilnehmer. Während einer Grubenfahrt auf der Zeche Lothringen lernten Bischöfe und Kardinäle auch Arbeitsaspekte des Ruhrgebiets kennen.
Zu den Pontifikalämtern am 2. September und 3. September in der Halle kamen über 60.000 Menschen zusammen. Die erste Messe wurde von dem Paderborner Erzbischof Lorenz Jaeger, in dessen Bistum Bochum damals lag, gehalten. Das zweite Pontifikalamt zelebrierte Kardinal Josef Frings. Die Messen wurden unter Mitwirkung von 6000 Sängern und Musikern zelebriert. Darunter waren der Fuldaer Domchor, der Münstersche Domchor und das städtische Orchester. In Kundgebungen wurde u. a. von dem Direktor der Hauptverwaltung für das Post- und Fernmeldewesen, den späteren Bundespostminister Hans Schuberth über Unser Ziel – sozialer Friede und dem Ministerpräsidenten von Nordrhein-Westfalen Karl Arnold über Unser Hoffen – Völkerfrieden Reden gehalten.
Die Abschlussveranstaltungen am 4. September wurde von einem Hochaltar vor der eindrucksvollen Kulisse des Bochumer Vereins gehalten. Dieser fand auf dem oben genannten Festplatz statt. Die Messe zelebrierte der Apostolische Visitator Aloysius Muench. Bei der feierlichen Schlusskundgebung gab es verschiedene Ansprachen, darunter die „... eines Ruhrarbeiters, eins Unternehmers, eines ausländischen Arbeiters ...“ sowie von den vorher genannten Bischöfen. Papst Pius XII., der als ehemaliger päpstlicher Nuntius das Ruhrgebiet bereist hatte, hielt eine Rundfunkansprache in deutscher Sprache zum Leitthema des Katholikentages. Als Gäste waren neben vielen Repräsentanten der katholischen Kirche, darunter allein zehn aus- und inländische Erzbischöfe, auch viele Politiker anwesend, vor allem auch Konrad Adenauer, damals Präsident des Parlamentarischen Rates. Rund 500.000 Besucher kamen zur Abschlusskundgebung. Die Teilnehmer kamen aus 18 Nationen.
Von den programmatischen Entschlüssen des Katholikentages gehen nachhaltige Impulse unter anderem zur Neugestaltung der Sozialpolitik aus. So wurden Resolutionen zur Mitbestimmung und zur Vermögensbildung in Arbeitnehmerhand verabschiedet. Zu den Forderungen des Kirchentags zählte unter anderem die Gleichberechtigung der Frauen in Betrieben. Der Bochumer Katholikentag ist die größte katholische Glaubenskundgebung in den Jahren des Wiederaufbaus.
Die britische Besatzungsmacht verzichtete wegen der kirchlichen Nutzung auf die Demontage des für Jugoslawien bestimmten und nach Demontage der Maschinenausstattung als Festhalle (beispielsweise auch für Boxmeisterschaften, Konzerte etc.) genutzten Gebäudes. Der Bochumer Verein lieferte stattdessen einen Neubau.
Für die Bochumer Bevölkerung brachte der Katholikentag eine nicht unwesentliche Steigerung des Selbstwertgefühles. Auch greifbare Ergebnisse gab es. Während der Veranstaltungen sammelten 900 Helfer in Spendenbüchsen in der Form eines Miniaturhauses rund 100.000 DM Spenden als Grundstock für die Siedlung Katholikentagsdorf im Bochumer Stadtteil Harpen.

## Trivia
- Neben ein Kreuz und einem Gedenkstein in der Katholikentagssiedlung existieren noch andere, bauliche, Zeugnisse des Großereignisses. Der ehemalige Katholikentagsbahnhof wurde nach Nachnutzung und Verfall 2001 zum Denkmal erklärt,[2] zu einer Veranstaltungsstätte umgebaut, und ist heute als Rotunde bekannt.[17] Die ehemalige Festhalle wird heute von einer Metallfirma[18] und den Technischen Betrieben der Stadt Bochum genutzt.[19]
- Das Motto Gerechtigkeit schafft Frieden ist auf der 1957 für die St. Marienkirche gefertigten Glocke zu lesen, die nun im Anneliese Brost Musikforum Ruhr hängt.
- Die religiöse Ehrengarde hatte Hellebarden aus Pappe, da noch das Waffenverbot der Alliierten galt.[20]